# Baseboll vid olympiska sommarspelen 1992
Baseboll var med för första gången som officiell sport vid olympiska sommarspelen 1992 i Barcelona. Åtta nationer tävlade. Alla lagen mötte alla, innan de fyra bäst placerade kunda göra upp om medaljerna i två semifinaler, en bronsmatch och en final. För första gången fick professionella spelare vara med.

## Medaljörer
| Gren   | Guld | Silver | Brons |
| Herrar | Kuba Omar Ajete Rolando Arrojo José Raúl Delgado Giorge Díaz José Estrada Osvaldo Fernández Lourdes Gourriel Orlando Hernández Alberto Hernández Orestes Kindelán Omar Linares Germán Mesa Victor Mesa Antonio Pacheco Massó Juan Padilla Luis Ulacia Alverez Ermidelio Urrutia Jorge Luis Valdés Lázaro Vargas Alverez | Kinesiska Taipei Chang Cheng-Hsien Chang Wen-Chung Chang Yaw-Teing Chen Chi-Hsin Chen Wei-Chen Chiang Tai-Chuan Huang Chung-Yi Huang Wen-Po Jong Yeu-Jeng Ku Kuo-Chian Kuo Lee Chien-Fu Liao Ming-Hsiung Lin Chao-Huang Lin Kun-Han Lo Chen-Jung Lo Kuo-Chong Pai Kun-Hong Tsai Ming-Hung Wang Kuang-Shih Wu Shih-Hsih | Japan Tomohito Ito Shinichiro Kawabata Masahito Kohiyama Hirotami Kojima Hiroki Kokubo Takashi Miwa Hiroshi Nakamoto Masafumi Nishi Kazutaka Nishiyama Koichi Oshima Hiroyuki Sakaguchi Shinichi Sato Yasuhiro Sato Masanori Sugiura Kento Sugiyama Yasunori Takami Akihiro Togo Koji Tokunaga Shigeki Wakabayashi Katsumi Watanabe |

## Resultat

### Matcher

#### Rankingrunda
I gruppspelet mötte alla lag varandra och de fyra bästa lagen (Kuba, USA, Kinesiska Taipei och Japan) gick vidare. 
| Nation                  | Segrar | Förluster | Tiebreaker |
| ----------------------- | ------ | --------- | ---------- |
| Kuba                    | 7      | 0         |            |
| Japan                   | 5      | 2         |            |
| Kinesiska Taipei        | 5      | 2         | 1-0        |
| USA                     | 5      | 2         | 0-1        |
| Puerto Rico             | 2      | 5         | 2-0        |
| Dominikanska republiken | 2      | 5         | 1-2        |
| Italien                 | 1      | 6         | 0-2        |
| Spanien                 | 1      | 6         |            |

#### 26 juli
| Lag 1                   | Resultat | Lag 2            |
| ----------------------- | -------- | ---------------- |
| Italien                 | 2-8      | Kinesiska Taipei |
| Dominikanska republiken | 0-8      | Kuba             |
| USA                     | 4-1      | Spanien          |
| Japan                   | 9-0      | Puerto Rico      |

#### 27 juli
| Lag 1                   | Resultat | Lag 2            |
| ----------------------- | -------- | ---------------- |
| USA                     | 10-9     | Kinesiska Taipei |
| Dominikanska republiken | 5-7      | Puerto Rico      |
| Spanien                 | 1-12     | Japan            |
| Kuba                    | 18-1     | Italien          |

#### 28 juli
| Lag 1       | Resultat | Lag 2                   |
| ----------- | -------- | ----------------------- |
| Puerto Rico | 1-10     | Kinesiska Taipei        |
| Italien     | 0-10     | USA                     |
| Kuba        | 8-2      | Japan                   |
| Spanien     | 2-11     | Dominikanska republiken |

#### 29 juli
| Lag 1   | Resultat | Lag 2                   |
| ------- | -------- | ----------------------- |
| Japan   | 17-0     | Dominikanska republiken |
| Italien | 0-2      | Puerto Rico             |
| USA     | 6-9      | Kuba                    |
| Spanien | 0-20     | Kinesiska Taipei        |

#### 31 juli
| Lag 1            | Resultat | Lag 2                   |
| ---------------- | -------- | ----------------------- |
| Italien          | 3-13     | Japan                   |
| Kinesiska Taipei | 11-0     | Dominikanska republiken |
| Kuba             | 18-0     | Spanien                 |
| Puerto Rico      | 2-8      | USA                     |

#### 1 augusti
| Lag 1                   | Resultat | Lag 2   |
| ----------------------- | -------- | ------- |
| Puerto Rico             | 4-9      | Kuba    |
| Kinesiska Taipei        | 2-0      | Japan   |
| Spanien                 | 4-14     | Italien |
| Dominikanska republiken | 0-10     | USA     |

#### 2 augusti
| Lag 1                   | Resultat | Lag 2   |
| ----------------------- | -------- | ------- |
| Dominikanska republiken | 7-5      | Italien |
| Puerto Rico             | 6-7      | Spanien |
| Japan                   | 7-1      | USA     |
| Kinesiska Taipei        | 1-8      | Kuba    |

### Slutspel
|  | Semifinaler      | Semifinaler |    |  | Final            | Final |  |
|  |                  |             |    |  |                  |       |  |
|  | 4 augusti        |             |    |  |                  |       |  |
|  | Kinesiska Taipei | 5           |    |  |                  |       |  |
|  | Japan            | 2           |    |  |                  |       |  |
|  |                  |             |    |  |                  |       |  |
|  |                  |             |    |  | 5 augusti        |       |  |
|  |                  |             |    |  | Kinesiska Taipei | 1     |  |
|  |                  | Kuba        | 11 |  |                  |       |  |
|  |                  |             |    |  |                  |       |  |
|  |                  |             |    |  |                  |       |  |
|  |                  |             |    |  |                  |       |  |
|  | 4 augusti        |             |    |  |                  |       |  |
|  | USA              | 1           |    |  |                  |       |  |
|  | Kuba             | 6           |    |  |                  |       |  |

### Bronsmatch
|       | Resultat |     |
| ----- | -------- | --- |
| Japan | 8-3      | USA |

## Slutställning
| Placering | Nation                  |
| --------- | ----------------------- |
| 1         | Kuba                    |
| 2         | Kinesiska Taipei        |
| 3         | Japan                   |
| 4         | USA                     |
| 5         | Puerto Rico             |
| 6         | Dominikanska republiken |
| 7         | Italien                 |
| 8         | Spanien                 |